# Горе (острів)
Горе́ (фр. Île de Gorée) — невеликий острів у Сенегалі.

## Історія
Для європейців Горевідкрив португальський мореплавець Алвару Фернандіш в 1445 році, після цього острів увійшов в історію як один з найбільших центрів работоргівлі в XV–XIX ст. під опікою португальців, голландців, англійців і французів. Окрім работоргівлі, під наглядом Англії і Франції велася торгівля арахісом, шкірою, золотом, спеціями.
З середини XIX століття з заснуванням Дакара й припиненням работоргівлі, Горепоступово став занепадати. Якщо 1891 року населення Горестановило 2,1 тис. осіб, а в Дакарі проживало 8,7 тис. мешканців, то вже 1926 року — відповідно 700 і 33 679. На острові добре збереглися будівлі як для утримання рабів, так і будинки работорговців.
1978 року острів став культурним об'єктом Світової спадщини ЮНЕСКО. 1996 року, після реформи адміністративного устрою країни, Горестав однією з 19 комун Дакара.

## Географія
Острів розташований за 2,5 км на південь від порту Дакара, є комуною столичного округу. Площа Горе усього 0,182 км² (900 на 350 м), але його населення — 1102 осіб (2007), щільність перевищує 6 тис. мешканців на кв. км. Острів є туристичним об'єктом, на ньому заборонено використання автомобілів. З Дакаром Горепов'язує поромна переправа.

### Клімат
Острів знаходиться у зоні, котра характеризується кліматом помірних степів та напівпустель. Найтепліший місяць — липень із середньою температурою 26.7 °C (80 °F). Найхолодніший місяць — лютий, із середньою температурою 17.8 °С (64 °F).
| Клімат Ґоре             | Клімат Ґоре | Клімат Ґоре | Клімат Ґоре | Клімат Ґоре | Клімат Ґоре | Клімат Ґоре | Клімат Ґоре | Клімат Ґоре | Клімат Ґоре | Клімат Ґоре | Клімат Ґоре | Клімат Ґоре | Клімат Ґоре |
| Показник                | Січ.        | Лют.        | Бер.        | Квіт.       | Трав.       | Черв.       | Лип.        | Серп.       | Вер.        | Жовт.       | Лист.       | Груд.       | Рік         |
| Середня температура, °C | 20          | 18          | 20          | 20          | 22          | 26          | 27          | 27          | 27          | 27          | 25          | 22          | 23          |
| Норма опадів, мм        | 0           | 1           | 0           | 0           | 0           | 24          | 91          | 251         | 133         | 18          | 3           | 0           | 521         |
| ----------------------- | ----------- | ----------- | ----------- | ----------- | ----------- | ----------- | ----------- | ----------- | ----------- | ----------- | ----------- | ----------- | ----------- |
| Джерело: Weatherbase    |             |             |             |             |             |             |             |             |             |             |             |             |             |